# Plectranthus seretii
Plectranthus seretii là một loài thực vật có hoa trong họ Hoa môi. Loài này được (De Wild.) Vollesen miêu tả khoa học đầu tiên năm 1980.